# Norbert Makowski

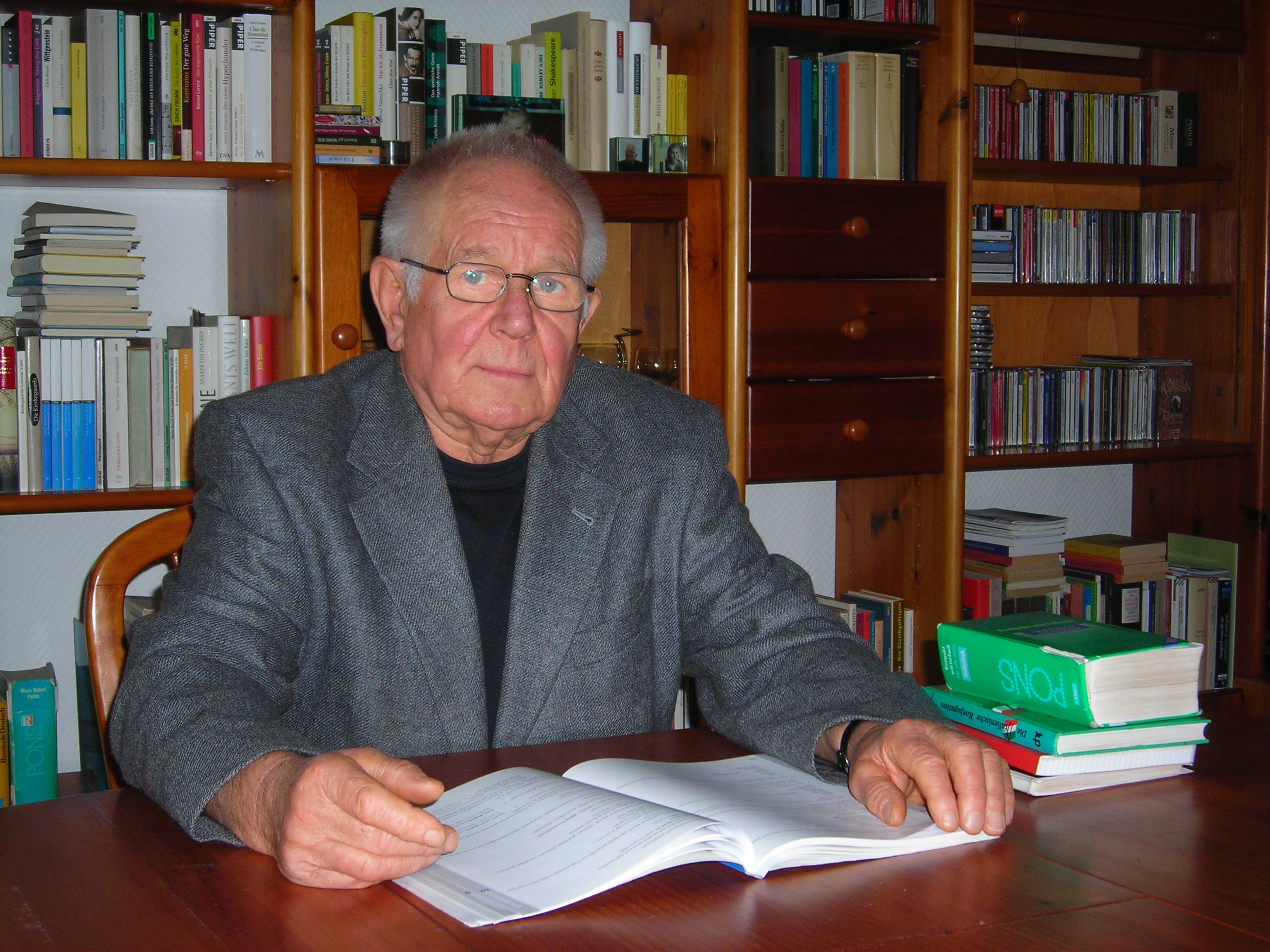
Norbert Makowski (2009)

Norbert Makowski (* 18. November 1932 in Berlin; † 18. August 2016 in Rostock) war ein deutscher Pflanzenbauwissenschaftler und Autor und zählt durch seine umfangreiche Öffentlichkeitsarbeit zu den bekanntesten ostdeutschen Agrarwissenschaftlern. Auch noch nach der Wiedervereinigung konnte er seine Forschungs- und Überleitungstätigkeit deutschlandweit und in Osteuropa erfolgreich fortsetzen.

## Leben
Makowski absolvierte eine landwirtschaftliche Lehre und studierte nach dem Abitur Landwirtschaft mit der Spezialisierung Agrikulturchemie an der Rostocker Universität. Nach dem Studium (1957) war er 10 Jahre im Institut für Acker- und Pflanzenbau der Universität Rostock tätig. Er wurde 1964 promoviert und habilitierte sechs Jahre später. 1970 übernahm er eine leitende Tätigkeit innerhalb der Akademie der Landwirtschaftswissenschaften der DDR und wurde 1979 zum Professor für Pflanzenbauwissenschaft berufen. 1990 Zuerkennung der Facultas Docendi durch die Universität  Rostock. Nach der Wiedervereinigung arbeitete er bis zu seiner Emeritierung 1997 als Leiter der Forschungsstelle für nachwachsende Rohstoffe und Gartenbau und Stellvertretender Direktor des Instituts für Acker- und Pflanzenbau in der neu gegründeten Landesforschungsanstalt für Landwirtschaft und Fischerei Mecklenburg-Vorpommern. Nach seiner Emeritierung war er im Institut für Energie- und Umwelttechnik München, als externer Wissenschaftler der Landesforschungsanstalt für Landwirtschaft und Fischerei Mecklenburg-Vorpommern, als Berater in Osteuropa und als Kolumnist der Bauernzeitung tätig.

## Lehre und Forschung
Makowski war 22 Jahre Lehrbeauftragter für Feldversuchswesen und Biostatistik an der Landwirtschaftlichen Fakultät der Universität Rostock. Außerdem hatte er Gastvorlesungen in Berlin, Halle, Stettin, Prag, Minsk, Poltawa und Florenz. Makowski begleitete zahlreiche Diplomarbeiten, 42 Dissertationen und 6 Habilitationen.
Herauszustellende Forschungsleistungen:
- Produktion von Braugerste im Ostseeküstenbereich
- Erstellung eines mathematischen Modells zum Ertragsaufbau des Getreides
- Erzeugung von Backweizen auf diluvialen Böden
- Entwicklung der Produktionsverfahren Winterraps und Winterroggen
- Einführung des Winterrapsanbaus in Regionen östlich des Bugs (Belarus, Ukraine)
- Optimierung des Anbaus von alternativen Ölfrüchten (Crambe, Leindotter)
- Dekontaminierung belasteter Böden in der Tschernobylzone
- Wiederbelebung des Mischfruchtanbaus im Ökolandbau in Bayern und Österreich
- Schaffung von Voraussetzungen für den Ökolandbau in Rumänien
- Wiederanbau von „verloren gegangenen Nutzpflanzen“ auf trockenen Sandböden
- Maßnahmen zum Erhalt der vom Aussterben bedrohten Rauhwolligen Pommerschen Landschafe

Über die Ergebnisse seiner Forschungsarbeit und ihre Anwendung berichtet Makowski in über 1.600 wissenschaftlichen, populärwissenschaftlichen und agrarjournalistischen Veröffentlichungen. Er ist Autor und Mitautor von 13 Hand- und Lehrbüchern in Deutschland und Osteuropa. Zu seiner Öffentlichkeitsarbeit zählen etwa 700 Vorträge, die er zwischen Toronto und Moskau sowohl auf internationalen Kongressen als auch im Saal eines Dorfkruges hielt.

## Ehrungen und Auszeichnungen
- 1987: Nationalpreis der DDR für Wissenschaft und Technik Klasse III
- 2006: Ehrendoktor der ältesten russischen Agraruniversität in Gorki, jetzt Belorussische Staatliche Agrarakademie Gorki
- 2008: Ehrendoktor der Agrar- und Umweltwissenschaftlichen Fakultät der Universität Rostock

## Schriften (Auswahl)
- Schriften zu acker- und pflanzenbaulichen Themen des Getreide-, Öl- und Eiweißpflanzenanbaus. Bände I–V, Bibliothek der Universität Rostock und Deutsche Nationalbibliothek Leipzig (enthält die vollständige Liste der Veröffentlichungen und Kopien ausgewählter Artikel)
- Über die natürliche Eignung des nördlichen Teiles Mecklenburgs für die Braugerstenerzeugung und die Beeinflussung von Ertrag und Qualität durch Witterung und anbautechnische Maßnahmen. Dissertation (A) Universität Rostock 1964
- Untersuchungen zur Ertragssteigerung bei Winter- und Sommergerste durch agrotechnische Maßnahmen unter Erfassung funktionaler Zusammenhänge im Ertragsaufbau. Dissertation (B) Universität Rostock 1970
- Mitautor von: Manfred Seiffert: Drusch- und Hackfruchtproduktion. VEB Deutscher Landwirtschaftsverlag Berlin 1981
- Erste Erfahrungen beim Anbau von Winterraps (russisch). Minsk 1988
- Produktionsverfahren Winterraps. Verlag Th. Mann, Gelsenkirchen 1990
- Ölfrüchte und Körnerleguminosen. In: Lehrbuch des Pflanzenbaus. Herausgeber: N. Lütke Entrup und J. Oehmichen. Verlag Th. Mann, Gelsenkirchen 2000
- (mit D. Spaar u. a.) Körnerfrüchte. Bände I-II (russ.) Moskau 2008 (in Russland, Belarus und in der Ukraine als Hochschullehrbuch anerkannt)